# Saturnia
Павлиноглазки, или сатурнии (Saturnia), — род чешуекрылых из семейства павлиноглазок и подсемейства Arsenurinae.

## Описание
Усики перистые. Передние крылья прямые вдоль костального края, у самцов часто с выемкой по наружному краю перед округлой вершиной. У самок наружный край крыльев более менее прямой иногда с едва заметной выемкой. На переднем крыле жилка R, отсутствует; R2 и R3 на длинном общем стебле, длина которого в 4 раза больше свободной длины R3. У места расхождения R2 и R3, образуют широкий развилок. Жилка R2 очень короткая, заканчивается у костального края крыла. Глазчатые пятна на обоих парах крыльев правильной округлой формы, почти одинакового размера, с бархатисто-чёрным ядром, окантованным коричневым и чёрным. Гусеницы питаются
на лиственных древесных и кустарниковых растениях.

## Систематика
В состав рода входят:
- Saturnia albofasciata (Johnson, 1938)[3] (иногда в составе рода Calosaturnia)
- Saturnia atlantica Lucas, 1848
- Saturnia cameronensis Lemaire, 1979
- Saturnia centralis Naumann & Loeffler, 2005
- Saturnia cephalariae (Romanoff, 1885)
- Saturnia cidosa Moore, 1865
- Saturnia cognata Jordan in Seitz, 1911
- Saturnia koreanis Brechlin, 2009
- Saturnia luctifera Jordan in Seitz, 1911
- Saturnia mendocino Behrens, 1876 (обычно в роде Calosaturnia)
- Saturnia pavonia
- Saturnia pavoniella
- Saturnia pinratanai Lampe, 1989
- Saturnia pyretorum Westwood, 1847
- Saturnia pyri (Denis & Schiffermüller, 1775)
- Saturnia spini (Denis & Schiffermüller, 1775)
- Saturnia taibaishanis Brechlin, 2009
- Saturnia walterorum Hogue & Johnson, 1958 (обычно в роде Calosaturnia)